# Razlika potencijala
Razlika potencijala je fizikalna veličina koja se odnosi na količinu energije koja je potrebna za pomicanje tijela iz jednog mjesta na drugo pod utjecajem različitih vrsta sila. Pojam se najčešće koristi koristi kao skraćenica za razliku električnog potencijala, što se često pogrešno rabi kao sinonim za napon, ali se isto tako pojavljuje i u ostalim granama fizike.

## Objašnjenje
Razlika potencijala je razlika nekih veličina između dviju točaka u konzervativnom vektorskom polju tih veličina. Neki od primjera su navedeni u nastavku:
- U mehanici, razlika gravitacijskih potencijala između dviju točaka na Zemlji je povezana s energijom koja je potrebna za pomicanje jedinične mase iz jedne točke u drugu suprotstavljajući se gravitacijskom polju Zemlje. Jedinica: džul po kilogramu.
- U elektrotehnici, razlika električnog potencijala između dvije točke je energija koja je potrebna za pomicanje jediničnog električnog naboja iz jedne točke u drugu suprotstavljajući se pritom prisutnom statičkom (vremenski nepromjenjivom) električnom polju. Jedinica: džul po kulonu = volt.
- U hidrauličkim sustavima razlika potencijala je razlika tlakova. Jedinica: paskal.
- U toplinskim sustavima razlika potencijala je razlika temperatura. Jedinica: kelvin.

U tehnici, potencijal se ponekad opisuje kao okomita varijabla, gdje je tok poprečna varijabla. Umnožak toka i razlike potencijala je snaga, što je mjera vremenske promjene energije.
Snaga je energija emitirana u fiksnom intervalu vremena podijeljena s duljinom vremenskog intervala.